# Rokopella segonzaci
Rokopella segonzaci är en blötdjursart som beskrevs av Warén och Bouchet 200. Rokopella segonzaci ingår i släktet Rokopella och familjen Neopilinidae. Inga underarter finns listade i Catalogue of Life.